# Andrea Ruppaner
Andrea Ruppaner (* 12. April 1969) ist eine ehemalige deutsche Fußballspielerin.

## Karriere
Andrea Ruppaner gehörte der SSG 09 Bergisch Gladbach als Stürmerin an, mit der sie zweimal das Finale um die Deutsche Meisterschaft erreichte. Ihre Premiere am 8. Juli 1989 wurde in Montabaur mit dem Titel belohnt, da der TuS Ahrbach mit 2:0 bezwungen werden konnte. Ihr letztes Finale, am 24. Juni 1990 im Siegener Leimbachstadion ausgetragen, wurde gegen den TSV Siegen mit 0:3 verloren. In der 1990 gegründeten Bundesliga spielte Ruppaner dann noch für den FC Bayern München in der Gruppe Süd und bestritt am 4. und 18. November 1990 (8. und 9. Spieltag) zwei Punktspiele. Das erste fand beim VfL Sindelfingen statt und endete 1:1 unentschieden, das zweite wurde in München mit 1:0 gegen den FSV Frankfurt gewonnen.

## Erfolge
- Deutscher Meister 1989